# جورج والترميز غير القابل للكسر
جورج والترميز غير القابل للكسر (بالإنجليزية: George and the Unbreakable Code)‏ هو كتاب أطفال صدر عام 2014 للعالم الفيزيائي ستيفن ولوسي هوكينج.
الكتاب هو الرابع ضمن سلسلة جورج التي افتُتحت بكتاب مفتاح جورج السري للكون ثم بحث جورج عن الكنز الكوني فجورج والانفجار العظيم مرورا بـ جورج والانفجار العظيم وصولا لـ جورج والقمر الأزرق.